# E933

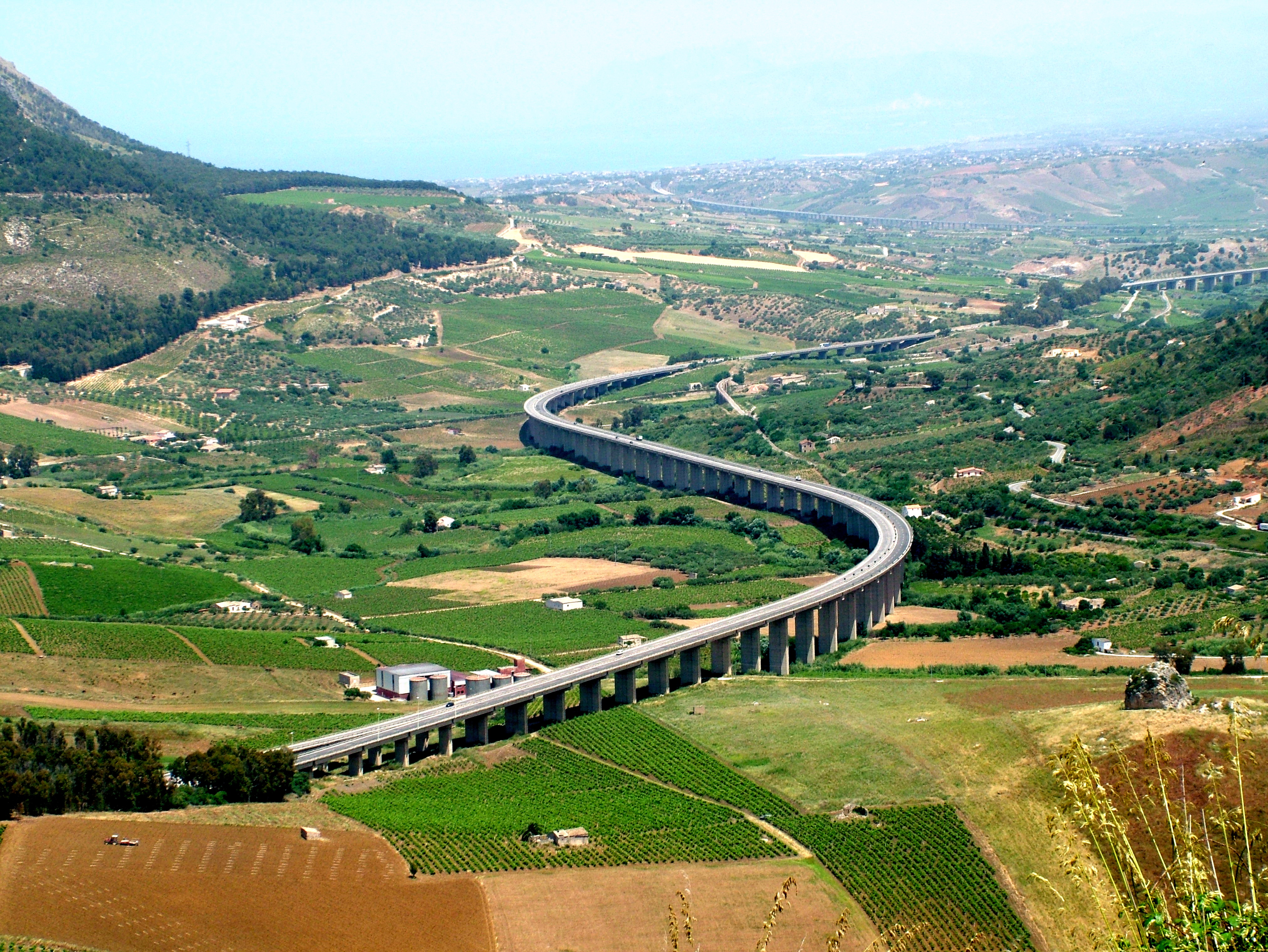
E933/A29dir

E933 eller Europaväg 933 är en europaväg som går mellan Trapani och Alcamo på Sicilien i Italien. Längd 45 km.

## Sträckning
Trapani - Alcamo
Från Trapani går det färjor till Sardinien.

## Standard
Vägen är motorväg hela sträckan (kallad A29dir), förutom ca 3 km i Trapani som är stadsgata.

## Anslutningar till andra europavägar
- E90